# Ctenichneumon kamegamoriensis
Ctenichneumon kamegamoriensis är en stekelart som beskrevs av Tohru Uchida 1935. Ctenichneumon kamegamoriensis ingår i släktet Ctenichneumon och familjen brokparasitsteklar. Inga underarter finns listade i Catalogue of Life.